# Armorial des communes de la province du Brabant flamand
Cette page donne les armoiries (figures et blasonnements) des communes de la Province du Brabant flamand.
- Haut – A
- B
- C
- D
- E
- F
- G
- H
- I
- J
- K
- L
- M
- N
- O
- P
- Q
- R
- S
- T
- U
- V
- W
- X
- Y
- Z

## A
| Blason de Aarschot | Blason  | D'argent à une fleur de lys de sable, l'écu timbré d'une aigle d'or issante. |
| Blason de Aarschot | Détails | DC 23.11.1981 - MB 8.7.1986                                                  |

| Blason de Affligem | Blason  | De gueules à une fleur de lys aux deux roses soutenues, accompagné, à dextre d'une rose tigée et feuillée ainsi que d'une crosse d'abbé, à senestre d'une clef contournée ainsi que d'une rose tigée et feuillée, le tout d'argent. |
| Blason de Affligem | Détails | DC 31.10.1989 - MB 25.9.1991 |

| Blason de Asse | Blason  | De sable à une tour d'argent. |
| Blason de Asse | Détails | DC 19.9.1984 - MB 8.7.1986    |

## B
| Blason de Beersel | Blason  | Écartelé, en 1 et 4 de sable au lion d'or armé et lampassé de gueules; en 2 et 3 d'argent à la croix engrêlé d'azur. L'écu placé devant un chêne planté. |
| Blason de Beersel | Détails | DC 29.4.1984 - MB 8.7.1986 et 17.10.1986 (erratum) |

| Blason de Begijnendijk | Blason  | D'argent à une fleur de lys de sable. L'écu placé devant une Sainte Lucie d'or. |
| Blason de Begijnendijk | Détails | MB 3.12.1987                                                                    |

| Blason de Bekkevoort | Blason  | Écartelé; en 1 et 4 d'azur billeté d'or au lion du même armé et lampassé de gueules; en 2 et 3 d'azur croiseté tréflé au pied fiché d'argent au lion du même couronné d'or; au franc-quartier écartelé; en 1 et 4 burelé d'or et de gueules; en 2 et 3 de gueules au lion d'argent à la queue fourchée et passée en sautoir. L'écu timbré d'une couronne princière de L'Empire romain. |
| Blason de Bekkevoort | Détails | DC 16.4.1980 - MB 29.1.1981 (sans le blasonnement) |

| Blason de Bertem | Blason  | Ecartelé, au 1 d'or au sautoir de gueules, au 2 d'azur au chevron d'or accompagné de trois poires du même, au 3 d'azur à trois coquilles d'or, au 4 d'or à une quintefeuille de gueules boutonnée d'azur. |
| Blason de Bertem | Détails | DC 17.5.1988 - MB 8.11.1989 |

| Blason de Bierbeek | Blason  | Parti, au 1 de sable au lion d'or armé et lampassé de gueules, au 2 d'argent à la fasce de gueules. |
| Blason de Bierbeek | Détails | DC 2.6.1987 - MB 16.9.1988                                                                          |

| Blason de Biévène | Blason  | Écartelé, en 1 et 4 d'argent à 3 fasces de gueules (qui est de Croy), en 2 et 3 d'argent à 3 hachettes (disselbijlen) de gueules, 2 adossées et 1 (qui est de Renty). |
| Blason de Biévène | Détails | DC 8.12.1913 - AR 2.5.1914 et 21.7.1923 - MB 15.9.1923 |

| Blason de Boortmeerbeek | Blason  | De sable à neuf besants posés en croix. L'écu surmonté d'un heaume d'argent grillé, colleté et liseré d'or, doublé et attaché de gueules, à la torque et au lambrequin d'or et de sable; cimier: les besants de l'écu accostés d'un vol éployé de sable |
| Blason de Boortmeerbeek | Détails | DC 15.2.1982 - MB 8.7.1986 |

| Blason de Boutersem | Blason  | De sinople à une tour couverte d'or, maçonnée et hersée de gueules, posée sur un nuage à 7 sommets (3 et 4) d'argent. L'écu timbré d'une couronne baronniale des Pays-Bas autrichiens. |
| Blason de Boutersem | Détails | DM 03.12.1987 |

## C
| Blason de Cortenbergh | Blason  | Écartelé: 1. d'or à un chêne terrassé et soutenu à dextre d'un renard, le tout au naturel. 2. D'argent à 3 fleurs de lys coupées de gueules. 3. D'argent à 3 fleurs de lys posées. 4. D'or à 3 fers à moulins d'azur. L'écu placé devant un duc Jean II de Brabant tenant de la dextre la charte de Cortenbergh, le tout d'or. |
| Blason de Cortenbergh | Détails | DM 11.03.1981 |

## D
| Blason de Diest | Blason  | D'argent à deux fasces de sable. L'écu timbré d'une couronne à cinq fleurons d'or et soutenu par deux griffons du même. Le tout placé sur une terrasse de sinople. |
| Blason de Diest | Détails | DM 08.07.1986 |

| Blason de Dilbeek | Blason  | Parti, en 1 d'or à la fasce d'azur surmontée d'une aigle de sable armée, membrée, becquée et lampassée de gueules; en 2 coupé, au premier d'or au chef échiqueté de gueule et d'argent, au second d'azur semé de billettes d'or au chevron du même brochant sur le tout. |
| Blason de Dilbeek | Détails | DC 19.12.1989 - MB 8.12.1990 |

| Blason de Drogenbos | Blason  | De gueules à 3 quintefeuilles d'or.              |
| Blason de Drogenbos | Détails | Le statut officiel du blason reste à déterminer. |

## G
| Blason de Gammerages | Blason  | Gironné d'argent et de sable de 10 pièces, chaque deuxième pièce chargée de 3 croix recroisetées au pied fiché d'or; d'azur au léopard d'or sur le tout. |
| Blason de Gammerages | Détails | DC 24.9.1985 - MB 8.7.1986 |

| Blason de Geetbets | Blason  | Parti; en 1 de sinople à un Saint-Paul d'argent tenant un livre de sa main dextre et une épée de sa main senestre; en 2 de gueules à une croix d'or. |
| Blason de Geetbets | Détails | DC 27.1.1987 - MB 3.12.1987 |

| Blason de Glabbeek | Blason  | De vair au franc-quartier d’or chargé de 3 marteaux de gueules.              |
| Blason de Glabbeek | Détails | DC 10.9.1981 - AR 2.2.1982 - MB 21.4.1982 (sans le blasonnement) et 4.1.1995 |

| Blason de Gooik | Blason  | D'argent à trois maillets de sable. |
| Blason de Gooik | Détails | DC 16.4.1984 - MB 8.7.1986          |

| Blason de Grimbergen | Blason  | D'or à la fasce d'azur à deux pieux croisés de gueules brochant sur le tout.  |
| Blason de Grimbergen | Détails | DC 26.3.1981 - AR 1.12.1981 - MB 13.1.1982 (sans le blasonnement) et 4.1.1995 |

## H
| Blason de Haecht | Blason  | D'argent à 3 fleurs de lys coupées de gueules |
| Blason de Haecht | Détails | DC 20.5.1985 - MB 8.7.1986                    |

| Blason de Hal | Blason  | Écartelé; au 1 d'azur à la Vierge couronnée d'argent tenant l'enfant du même chevelu et couronné d'or; aux 2 et 3 écartelé: aux 1 et 4 d'or au lion de sable armé et lampassé de gueules: au 2 et 3 du même au lion de gueules armé et lampassé d'azur (qui est du comte de Hainaut); au 4 fuselé en bande d'azur et d'argent (qui est de Bavière) . |
| Blason de Hal | Détails | DC 25.4.1991 - MB 4.1.1995 |

| Blason de Herent | Blason  | Écartelé; au 1 d'azur, à une Vierge assise de face, couronnée et nimbée, tenant sur le bras senestre l'Enfant Jésus, et de la dextre un lys, le tout d'or: au 2 de sable au lion contourné d'or, armé et lampassé de gueules, accompagné au canton de la pointe dextre par la lettre W d'or: au 3 de sable au lion contourné d'or, armé et lampassé de gueules: au 4 d'argent au chef d'azur dentelé de trois pièces et chargé de 3 lys alignés d'or. |
| Blason de Herent | Détails | DC 25.2.1986 - MB 3.12.1987 |

| Blason de Hérinnes (Brabant flamand) | Blason  | Gegeerd van tien stukken van zilver en van sabel, elke geer van sabel beladen met drie herkruiste kruisjes met spitse voet van goud; hartschild: in keel een man gezeten op een steenblok, de benen gekruist, de rechterarm voor zich uitgestrekt en houdend in de linkerhand een roede, vergezeld boven rechts van een maan en links van een flikkerende ster met zeven stralen, het geheel van goud. |
| Blason de Hérinnes (Brabant flamand) | Détails | Arrêté ministériel 8.11.1989 |

| Blason de Hoegaarden | Blason  | D'azur au dextrochère vêtu d'un pallium et tenant une crosse abbatiale, le tout d'or. |
| Blason de Hoegaarden | Détails | DC 5.3.1982 - MB 8.7.1986                                                             |

| Blason de Hoeilaart | Blason  | Écartelé, aux 1 et 4 de sable au lion d'or armé et lampassé de gueules (Brabant); au 2 et 3 d'argent au lion de gueules à la queue fourchée passée en sautoir, armé, couronné et lampassé d'or (Limbourg). |
| Blason de Hoeilaart | Détails | DC 24.9.1992 - MB 21.6.1994 |

| Blason de Holsbeek | Blason  | Écartelé; au 1 d'azur à la Sainte Vierge tenant l'Enfant de la senestre et un sceptre terminé par une étoile rayonnante à six branches de la dextre, le tout d'or, la Sainte Vierge accompagnée de deux croisettes du même (qui est d'Holsbeek); au 2 d'azur à un Saint Pierre tenant une clef de la dextre et la Sainte Bible de la senestre, le tout d'or, asenestré d'une crosse d'abbé contournée du même (qui est de Courtrai; au 3 de gueules à trois fleurs de lys coupées d'or (qui est de Nieuwrode); au 4 à un Saint Martin d'or: accompagné au canton senestre sur le tout de sinople à trois macles d'argent, au chef d'or à trois pals de gueules (qui est de Dutsel). |
| Blason de Holsbeek | Détails | DC 10.12.1987 - MB 16.9.1988 |

| Blason de Huldenberg | Blason  | De gueules au lion léopardé d'argent, d'or à trois maillets du champ accroché au coup, soutenu par une champagne de sinople. |
| Blason de Huldenberg | Détails | DC 23.6.1988 - MB 8.11.1989                                                                                                  |

## K
| Blason de Kampenhout | Blason  | D'azur billeté d'or à un chevron brochant du même, l'écu timbré d'une Sainte Vierge d'argent issante couronnée d'or, tenant de sa dextre un sceptre du même et tenant de sa senestre l'Enfant du premier, couronné et tenant de sa senestre une orbe du second. |
| Blason de Kampenhout | Détails | DC 30.09.1977 - AR 21.06.1978 - MB 06.09.1978 |

| Blason de Kapelle-op-den-Bos | Blason  | De sable à un lion d'or, armé et lampassé de gueules. L'écu timbré d'un Saint-Nicolas issant d'or. |
| Blason de Kapelle-op-den-Bos | Détails | DM 16.09.1988                                                                                      |

| Blason de Keerbergen | Blason  | D'argent à 3 pals de gueules, brochant sur un Saint Michel d'or à une épée levée du même, terrassant le démon de sable soutenant l'écu. |
| Blason de Keerbergen | Détails | DC 31.08.1992 - MB 08.07.1997 |

| Blason de Kortenaken | Blason  | Écartelé; en 1 d'argent à trois guses posées en bandes; en 2 de sable au lion d'or armé et lampassé de gueules, brisé d'un lambel d'azur; en 3 de vair au franc-quartier d’or chargé de trois maillets de gueules; en 4 d'or à deux fasces de sable. |
| Blason de Kortenaken | Détails | DC 4.2.1988 - MB 16.9.1988 |

| Blason de Kraainem | Blason  | D'or à la fasce d'azur, chargée de trois pots du champ. Tenants: à dextre un homme et a senestre une femme, au naturel , vêtus à la romaine d'argent et tenants un arc d'or. |
| Blason de Kraainem | Détails | DM 21.06.1994 |

## L
| Blason de Landen | Blason  | D'argent au lion de sable à la queue fourchée passée en sautoir, armé et lampassé de gueules. L'écu timbré d'un avant-bras habillé tenant une charte, le tout d'or et soutenu par deux arbres au naturel, le tout terrassé sur du gazon. |
| Blason de Landen | Détails | DC 20.12.1985 - MB 3.12.1987 |

| Blason de Léau | Blason  | De sable au lion d'or armé et lampassé de gueules, au chef du même. |
| Blason de Léau | Détails | DC 16.6.1988 - MB 8.11.1989                                         |

| Blason de Leeuw-Saint-Pierre | Blason  | D'argent au lion de gueules adextré en chef d'une clef de sinople à cinq rouets. |
| Blason de Leeuw-Saint-Pierre | Détails | DC 8.9.1977 -AR 23.5.1978 - MB 6.9.1978 Armes parlantes.                         |

| Blason de Lennik | Blason  | D'argent au chevron rehaussé de gueules accompagné de trois têtes de maures de sable tortillées du second. |
| Blason de Lennik | Détails | DC 13.3.1989 - MB 8.11.1989                                                                                |

| Blason de Liedekerke | Blason  | De gueules à trois lionceaux d'or armés et lampassés d'azur. |
| Blason de Liedekerke | Détails | DC 9.10.1992 - MB 21.6.1994                                  |

| Blason de Linkebeek | Blason  | D'argent au chevron de gueules accompagné de trois têtes de maures de sable tortillées du second. |
| Blason de Linkebeek | Détails | DC 18.5.1955 - AR 6.11.1956 - MB 14.12.1957                                                       |

| Blason de Linter | Blason  | Écartelé; en 1 et 4 d'argent au lion de gueules couronné d'or; en 2 et 3 d'azur à la jambière d'argent. |
| Blason de Linter | Détails | DC 26.2.1990 et 29.10.1990 - MB 25.9.1991                                                               |

| Blason de Londerzeel | Blason  | D'or à la fasce d'azur au sautoir de gueules brochant sur le tout; l'écu timbré d'un fermail d'or. |
| Blason de Londerzeel | Détails | DC 25.10.1977 - AR 19.7.1978 - MB 9.5.1979 (sans le blasonnement)                                  |

| Blason de Louvain | Blason  | De gueules, à la fasce d'argent. NL: "In keel een dwarsbalk van zilver. Het schild getopt met een aanziende helm van zilver, getralied, gehalsband, omboord en gekroond met een stedekroon met vier torens van goud, gevoerd en gehecht van keel, met dekkleden van zilver en van keel. Helmteken: een zittende [aanziende] leeuw van zilver, houdend een schild van sabel, beladen met een leeuw van goud, geklauwd en getongd van keel. Het schild getooid met het Franse oorlogskruis met palm, het lint uitgaande van de schildvoet." |
| Blason de Louvain | Détails | DC 18.11.1996 - MB 25.3.1997 |

| Blason de Lubbeek | Blason  | De sable, au lion d'or, armé et lampassé de gueules. |
| Blason de Lubbeek | Détails | DC 31.8.1993 - MB 29.6.1994                          |

## M
| Blason de Machelen | Blason  | Coupé; 1: d'argent au tiercefeuille de gueules, au franc-canton de sable au lion d'or; 2: d'argent au trois-mâts flottant au naturel, aux banderoles de gueules et sans voiles, arborant le drapeau de l'empire d'Autriche. |
| Blason de Machelen | Détails | DC 26.1.1982 - MB 8.7.1986 |

| Blason de Meise | Blason  | D'or à la fasce d'azur au sautoir de gueules brochant sur le tout accompagné en chef d'un loup de sable emportant dans sa gueule un agneau d'argent. |
| Blason de Meise | Détails | DC 10.12.1981 - MB 8.7.1986 |

| Blason de Merchtem | Blason  | D'or à une porte de gueules ouverte du champ accostée de deux avant-murs de gueules rejoignant les bords de l'écu, le tout maçonné du champ, sommée d'un drapeau contourné de sable au mât d'or et chargé d'un lion (contourné) du même, armé et lampassé de gueules. |
| Blason de Merchtem | Détails | DC 14.2.1991 - MB 25.9.1991 |

| Blason de Montaigu-Zichem | Blason  | Parti 1. d'argent à trois chevrons d'azur 2. de gueules à trois quintefeuilles d'or. L'écu placé devant Notre-Dame de Scherpenheuvel au naturel. |
| Blason de Montaigu-Zichem | Détails | DC 30.12.1987 - MB 8.11.1989 |

## O
| Blason de Opwijk | Blason  | D'azur à un Saint-Paul, tenant de sa dextre une épée et de sa senestre un livre,le tout d'or. |
| Blason de Opwijk | Détails | DC 30.3.1992 et 19.4.1993 - MB 21.6.1994                                                      |

| Blason de Oud-Heverlee | Blason  | Coupé; en 1 d'or au chevron rehaussé accompagné, en chef de deux croix recroisetées au pied fiché et en pointe d'un croissant, le tout de gueules; en 2 d'or au sautoir de gueules. |
| Blason de Oud-Heverlee | Détails | DC 30.3.1992 et 21.6.1994 - MB 21.6.1994 |

| Blason de Overijse | Blason  | D'azur à un Saint Martin d'or, en pointe sur le tout d'azur à la fasce d'or accompagnée en chef de trois lys et en pointe d'un lion, le tout du même. |
| Blason de Overijse | Détails | DC 22.6.1838 - AR 30.1.1840 |

## P
| Blason de Pepingen | Blason  | Gironné d'argent et de sable de 10 pièces, chaque deuxième pièce chargée de 3 croix recroisetées au pied fiché d'or (qui est d'Enghien), l'écu brochant sur un Saint Martin du même. |
| Blason de Pepingen | Détails | DC 28.11.1985 - MB 8.7.1986 |

## R
| Blason de Rhode-Saint-Genèse | Blason  | D'argent au château flanqué de 2 tours au naturel. |
| Blason de Rhode-Saint-Genèse | Détails | DC 30.01.1849                                      |

| Blason de Roosdaal | Blason  | De sinople à la fasce d'argent chargée de quatre roses de gueules.                             |
| Blason de Roosdaal | Détails | Armes parlantes. DC 25.4.1980 - AR 3.9.1980 - MB 16.10.1980 (sans le blasonnement) et 4.1.1995 |

| Blason de Rotselaar | Blason  | D'argent à trois fleurs de lys coupées de gueules                             |
| Blason de Rotselaar | Détails | DC 30.9.1981 - AR 2.2.1982 - MB 21.4.19820 (sans le blasonnement) et 4.1.1995 |

## S
| Blason de Steenokkerzeel | Blason  | De gueules à une fasce abaissée d'argent frettée d'azur, chapé ployé, à dextre d'argent à trois lionceaux de sinople armés et lampassés de gueules, couronnés d'or, à senestre d'herminais à un lion de sinople armé et lampassé de gueules. |
| Blason de Steenokkerzeel | Détails | DC 28.12.1985 - MB 3.12.1987 |

## T
| Blason de Ternat | Blason  | D'azur billeté d'or, au chevron du même. L'écu placé devant une Sainte Gertrude d'or. |
| Blason de Ternat | Détails | DC 1.4.1985 - MB 8.7.1986                                                             |

| Blason de Tervuren | Blason  | D'argent à un lion d'azur.  |
| Blason de Tervuren | Détails | DC 27.2.1986 - MB 3.12.1987 |

| Blason de Tielt-Winge | Blason  | D'argent à un Saint Georges de gueules terrassant un dragon de sinople. |
| Blason de Tielt-Winge | Détails | DM 04.01.1995                                                           |

| Blason de Tirlemont | Blason  | D'azur à la fasce d'argent. Supports: deux moutons d'argent tenant chacun une bannière aux armes de l'écu, les trabes d'or avec bocquets d'argent, le tout reposant sur un tertre de sinople. |
| Blason de Tirlemont | Détails | DC 26.2.1981 - AR 16.9.1981 - MB 6.10.1981 (sans le blasonnement) et 4.1.1995 |

| Blason de Tremelo | Blason  | D'argent à trois fleurs de lys au pied posé de gueules. L'écu placé devant un Père Damien au naturel. |
| Blason de Tremelo | Détails | DC 19.2.1991 - MB 4.1.1995                                                                            |

## V
| Blason de Vilvorde | Blason  | De gueules, à un château d'or, illuminé et cimenté sable, composé d'un bâtiment central avec porte ouverte et trappe arboré, avec un toit en croupe avec trois lucarnes, entre deux tours latérales avec flèche conique et une girouette, accompagné de deux debout bannières évitées de gueules avec un canton d'or. |
| Blason de Vilvorde | Détails | MB 8.7.1986 |

## W
| Blason de Wemmel | Blason  | D'or à une croix de gueules cantonnée en 1 d'une corneille de sable. |
| Blason de Wemmel | Détails | DC 17.9.1987 - MB 16.9.1988                                          |

| Blason de Wezembeek-Oppem | Blason  | De sable à la croix ancrée d'argent |
| Blason de Wezembeek-Oppem | Détails | DC 23.12.1993 - MB 26.6.1994        |

## Z
| Blason de Zaventem | Blason  | D'or à trois fers de moulin d'azur. L'écu placé devant les mâts d'argent de deux bannières, dextre: D'azur au chef d'or chargé de trois pals de gueules, senestre: d'or à la fasce d'azur chargée de trois pots d'or. |
| Blason de Zaventem | Détails | DC 25.5.1981 - MB 4.1.1995 |

| Blason de Zemst | Blason  | Coupé 1. Tranché a. de sable un lion d'or, armé et lampassé de gueules b. d'or à trois pals de gueules 2. de sinople à trois macles d'argent. L'écu entouré d'un collier de l'ordre de la Toison d'Or. Le tout posé sur un manteau de gueules doublé d'hermine: une couronne à cinq fleurons d'or. |
| Blason de Zemst | Détails | DC 26.2.1981 - AR 25.6.1981 - MB 3.10.1981 (sans le blasonnement) et 4.1.1995 |